# Керенсия
Керенсия (порт. Querência) — муниципалитет в Бразилии, входит в штат Мату-Гросу. Составная часть мезорегиона Северо-восток штата Мату-Гроссу. Входит в экономико-статистический микрорегион Канарана. Население составляет 10 682 человека на 2007 год. Занимает площадь 17 799,989 км². Плотность населения — 0,6 чел./км².
Праздник города — 19 декабря.

## История
Город основан 19 декабря 1991 года. 

## Статистика
- Валовой внутренний продукт на 2004 год составляет 190 112 000,00 реалов (данные: Бразильский институт географии и статистики).
- Валовой внутренний продукт на душу населения на 2004 год составляет 20 090,00 реалов (данные: Бразильский институт географии и статистики).
- Индекс развития человеческого потенциала на 2000 год составляет 0,750 (данные: Программа развития ООН).

## География
Климат местности: субтропический. В соответствии с классификацией Кёппена, климат относится к категории Aw.